# Карнавал (фильм-балет, 1986)
«Карнавал» — телефильм-балет,  экранизация одноимённого балета Михаила Фокина  на музыку Роберта Шумана. В 1986 году русский танцовщик и балетмейстер Константин Сергеев сделал специальную постановку для съёмок балета в павильоне «Лентелефильма», с участием артистов Кировского балета. Декорации, свет и работа операторов были продиктованы спецификой жанра.

## В ролях
- Ирина Шапчиц
- Сергей Вихарев
- Владимир Балыбин
- Валентин Оношко
- Маргарита Куллик
- Валентина Ганибалова
- Александра Гривнина
- Вадим Десницкий
- Юрий Жуков

## Авторы фильма
- Композитор: Роберт Шуман
- Хореография: Михаил Фокин, Константин Сергеев
- Режиссёры: Евгения Попова, Константин Сергеев
- Автор сценария: Константин Сергеев
- Оператор: Николай Горский
- Художник-постановщик: Лариса Луконина
- Звукорежиссёр: Морис Вендров
- Монтаж: В. Горбунов

Технические данные — цв., 30’